# Trek-Segafredo/Saison 2020
Diese Liste beschreibt die Mannschaft und die Erfolge des Radsportteams Trek-Segafredo in der Saison 2020.

## Erfolge

### UCI WorldTour
| Datum          | Rennen                        | Sieger         |
| -------------- | ----------------------------- | -------------- |
| 23. Januar     | 3. Etappe Tour Down Under     | Richie Porte   |
| 21.–26. Januar | Gesamtwertung Tour Down Under | Richie Porte   |
| 29. Februar    | Omloop Het Nieuwsblad         | Jasper Stuyven |
| 6. August      | 2. Etappe Polen-Rundfahrt     | Mads Pedersen  |
| 2. Oktober     | 3. Etappe BinckBank Tour      | Mads Pedersen  |
| 11. Oktober    | Gent-Wevelgem                 | Mads Pedersen  |

### UCI Continental Circuits
| Datum       | Rennen                                      | Kat. | Sieger           |
| ----------- | ------------------------------------------- | ---- | ---------------- |
| 30. Januar  | Trofeo Felanitx-Ses Salines-Campos-Porreres | 1.1  | Matteo Moschetti |
| 2. Februar  | Trofeo Palma                                | 1.1  | Matteo Moschetti |
| 23. Februar | 3. Etappe Tour du Haut-Var                  | 2.1  | Julien Bernard   |

### Nationale Meisterschaften
| Datum      | Rennen                                             | Fahrer      |
| ---------- | -------------------------------------------------- | ----------- |
| 20. August | Luxemburger Meisterschaft – Einzelzeitfahren (U23) | Michel Ries |

### Mannschaft
| Teamkader 2020                    | Teamkader 2020     | Teamkader 2020         | Teamkader 2020                      |
| Name                              | Geburtsdatum       | Land                   | Vorheriges Team                     |
| --------------------------------- | ------------------ | ---------------------- | ----------------------------------- |
| Julien Bernard                    | 17. März 1992      | Frankreich             | SCO Dijon (2015)                    |
| Gianluca Brambilla                | 22. August 1987    | Italien                | Quick-Step Floors (2017)            |
| Giulio Ciccone                    | 20. Dezember 1994  | Italien                | Bardiani CSF (2018)                 |
| William Clarke                    | 11. April 1985     | Australien             | EF Education First-Drapac (2018)    |
| Nicola Conci                      | 5. Januar 1997     | Italien                | Zalf Euromobil Désirée Fior (2017)  |
| Koen de Kort                      | 8. September 1982  | Niederlande            | Giant-Alpecin (2016)                |
| Niklas Eg                         | 6. Januar 1995     | Dänemark               | Virtu Cycling (2017)                |
| Kenny Elissonde                   | 22. Juli 1991      | Frankreich             | Team Ineos (2019)                   |
| Alexander Kamp                    | 14. Dezember 1993  | Dänemark               | Riwal Readynez (2019)               |
| Alex Kirsch                       | 12. Juni 1992      | Luxemburg              | WB-Aqua Protect-Veranclassic (2018) |
| Emīls Liepiņš                     | 29. Oktober 1992   | Lettland               | Wallonie Bruxelles (2019)           |
| Juan Pedro López                  | 31. Juli 1997      | Spanien                | Kometa (2019)                       |
| Bauke Mollema                     | 26. November 1986  | Niederlande            | Belkin (2014)                       |
| Jacopo Mosca                      | 29. August 1993    | Italien                | D'Amico UM Tools (2019)             |
| Matteo Moschetti                  | 14. August 1996    | Italien                | Polartec-Kometa (2018)              |
| Ryan Mullen                       | 7. August 1994     | Irland                 | Cannondale-Drapac (2017)            |
| Antonio Nibali                    | 23. September 1992 | Italien                | Bahrain-Merida (2019)               |
| Vincenzo Nibali                   | 14. November 1984  | Italien                | Bahrain-Merida (2019)               |
| Mads Pedersen                     | 18. Dezember 1995  | Dänemark               | Stölting Service Group (2016)       |
| Richie Porte                      | 30. Januar 1985    | Australien             | BMC Racing Team (2018)              |
| Charlie Quarterman                | 6. September 1998  | Vereinigtes Königreich | Holdsworth Zappi RT (2019)          |
| Kiel Reijnen                      | 1. Juni 1986       | Vereinigte Staaten     | UnitedHealthcare (2015)             |
| Michel Ries                       | 11. März 1998      | Luxemburg              | Kometa (2019)                       |
| Quinn Simmons                     | 8. Mai 2001        | Vereinigte Staaten     | Lux-Strading p/b Specialized (2019) |
| Toms Skujiņš                      | 15. Juni 1991      | Lettland               | Cannondale-Drapac (2017)            |
| Jasper Stuyven                    | 17. April 1992     | Belgien                | Bontrager (2013)                    |
| Edward Theuns                     | 30. April 1991     | Belgien                | Team Sunweb (2018)                  |
| Pieter Weening (5. Jun.–31. Dez.) | 5. April 1981      | Niederlande            | Roompot-Charles (2019)              |
|                                   |                    |                        |                                     |
| Quelle: ProCyclingStats           |                    |                        |                                     |